# Этуген
Этуген, Итуген (монг. Этүгэн, Этүгэн; эх/этуген-мать) — монгольская богиня земли. В монгольском языке слово "этүгэн" связывается с женщиной. Средневековые источники иногда связывают Этуген с Натигаем (монг. Начигай) — её мужским «коллегой». Хотя это скорее всего ошибка, образованная от неверного произношения имени Этуген. В монгольской мифологии Этуген часто изображается едущей верхом на сером быке.